# Xưởng phim hoạt hình
Xưởng phim hoạt hình hay hãng phim hoạt hình là một công ty chuyên sản xuất phim hoạt hình. Họ có quyền riêng về bán hàng và quyền sáng tạo cho các nhân vật do công ty tạo ra, giống như các tác giả giữ bản quyền. Trong một số trường hợp ban đầu, họ cũng giữ quyền sáng chế trên phương pháp của hoạt hình được sử dụng trong xưởng phim nào đó mà đã được sử dụng để tăng năng suất.

## Xưởng phim của Mỹ

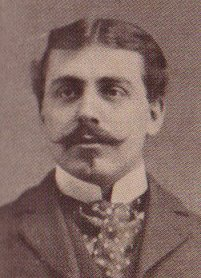
Raoul Barré

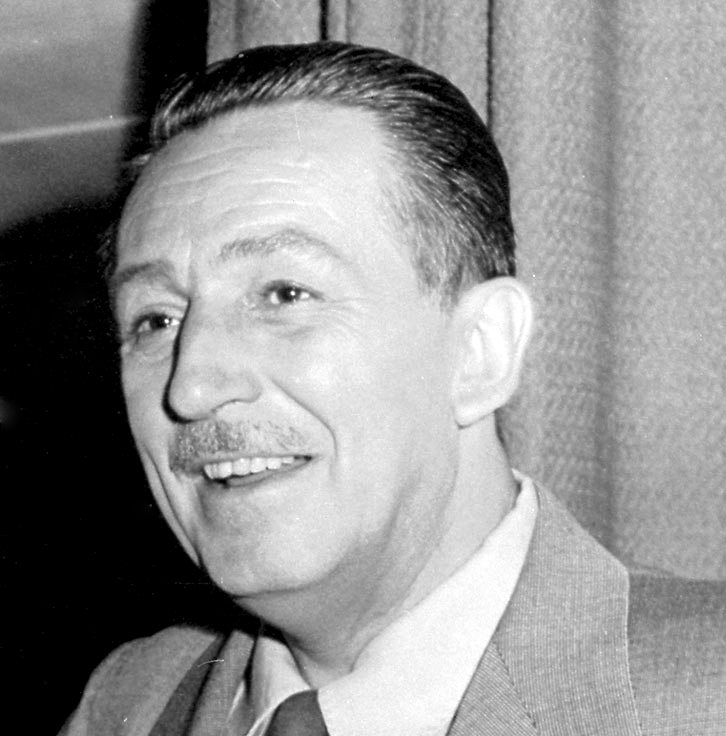
Walt Disney

## Xưởng phim Nhật Bản

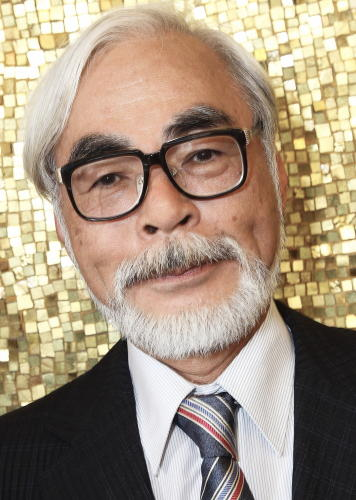
Hayao Miyazaki